# 玛利亚·皮亚皇后级铁甲舰
玛利亚·皮亚皇后级铁甲舰（義大利語：Classe Regina Maria Pia）是19世纪60年代为意大利皇家海军建造的一批铁甲舰。本舰级包括4艘舰只，“玛利亚·皮亚皇后”号、“圣马蒂诺”号、“卡斯特尔菲达多”号和“安科纳”号。因为意大利造船厂无法满足意大利海军舰队迅速扩张的需求，这些舰只都是由法国造船厂建造的。本舰级属于船旁列炮铁甲舰，装备了26门前膛炮。
1866年第三次意大利独立战争期间，这四艘战舰都参加了利萨海战。“玛利亚·皮亚皇后”号在战斗中严重烧毁，但其他三艘舰艇没有受到严重损坏。其后这几艘舰只在其漫长的服役生涯中承担了各种不同的任务。1880年代后期进行了现代化改造，之后被用作训练船。1903年至1904年，“玛利亚·皮亚皇后”号、“圣马蒂诺”号和“安科纳”号被除籍废弃；1910年，“卡斯特尔菲达多”号也被废弃拆解。

## 设计
1861年意大利统一之后，新成立的意大利皇家海军开始了一项造舰计划，准备打造一支能够击败奥地利海军的铁甲舰队。因奥地利控制着包括威尼斯在内的大量意大利人聚居区，而被意大利视作主要的竞争对手。新生的意大利造船厂没有能力满足政府的需求，因此意大利第一批铁甲舰大多是由国外造船商建造的。1862年时任意大利海军部长卡洛·佩利翁·德·佩尔萨诺海军中将的授意下，从法国造船厂设计订购了玛利亚·皮亚皇后级铁甲舰。

### 常规特性和轮机

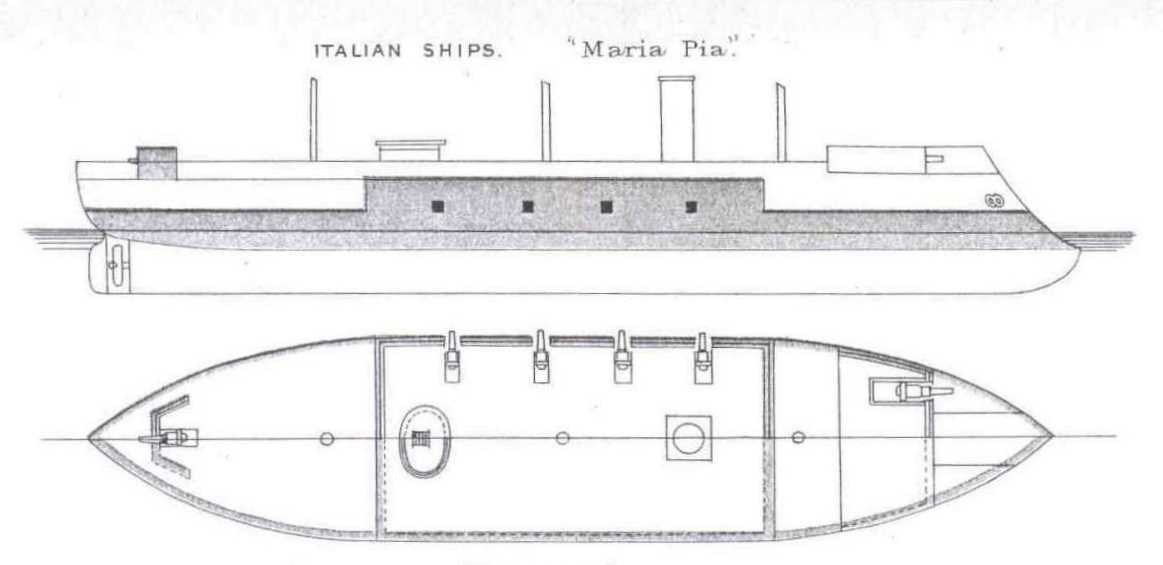
“玛利亚·皮亚皇后”号1888年配置下的侧视图和俯视图

玛利亚·皮亚皇后级各舰在尺寸上略有差异。“玛利亚·皮亚皇后”号和“圣马蒂诺”号由同一家造船厂建造，因此两者大小相同；“卡斯特尔菲达多”号和“安科纳”号虽是不同船厂建造，但尺寸却相同。前两舰垂标间距75.48（247.6英尺），全长81.2米（266英尺），舷宽15.24米（50.0英尺），平均吃水6.35米（20.8英尺）。“卡斯特尔菲达多”号和“安科纳”号垂标间距76米（249英尺），全长81.8米（268英尺），舷宽15.16米（49.7英尺），吃水6.35米（20.8英尺）。常规负载下前两舰排水量4,201長噸（4,268公噸），满载排水量4,527長噸（4,600公噸）。“卡斯特尔菲达多”号常规排水量4,191長噸（4,258公噸），满载情况下4,527長噸（4,600公噸）。“安科纳”号常规负载下排水量为本舰级最低，仅有4,157長噸（4,224公噸），但满载时则有4,619長噸（4,693公噸）。
本级舰体采用铁质，在後傾船首的水线下部装设有一具撞角。在吃水线位置，整个船体都由4.75英寸（121）铁质装甲带包覆作为防护装甲带。火炮甲板由4.3英寸（109）厚铁板保护。每舰一般配备480到485名官兵。建成初期，每舰都装备有纵帆装具用以补充蒸汽机动力，后期则被削减为巴克帆装。到服役生涯末期，舰上的帆装都被撤掉，取而代之的是两根带有战斗桅楼的战斗桅。
舰载推进系统由一台单胀双缸船用蒸汽机驱动一具单螺旋桨的系统组成。蒸汽由六座矩形燃煤火管锅炉提供，锅炉废气集中从一根位于舰舯部的烟囱中排出。在使用引擎驱动时，两舰输出功率在2,924匹指示馬力（2,180千瓦特），提供时速12.96節（24.00每小時；14.91英里每小時）。舰载燃煤储量达485長噸（493公噸），使得能以10節（19每小時；12英里每小時）速度续航2,600海里（4,800；3,000英里）。

### 武器
玛利亚·皮亚皇后级是船旁列炮铁甲舰，出厂时装备4门72磅203（8英寸）口径前装滑膛炮以及22门32磅164（6.5英寸）前装炮作为主炮组。多数舰炮被安置在舷侧，有两门164毫米炮则被安装在舰首装甲堡中，第三门则被作为追击炮安装在舰尾类似炮架上。此外，舰首还装有一具3米（9.8英尺）长的撞角作为撞击战用武器。
在整个服役生涯中，本舰级的武器装备一直在持续改进中。1871年，全部四舰都被重新装备2门220（8.7英寸）前装炮以及8门8英寸前装炮；1880年又增加了第九门8英寸炮。“玛利亚·皮亚皇后”号和“圣马蒂诺”号后来又重新装备了8门152（6英寸）速射炮、5门120（4.7英寸）速射炮、4门57（2.2英寸）速射炮以及8门37（1.5英寸）哈乞开斯转轮炮。1884年，“卡斯特尔菲达多”号在前两舰的改装方案基础上多加了一门120（4.7英寸）炮。而“安科纳”号的改装方案比首两舰的方案减少了6门37毫米转轮炮。此外，“卡斯特尔菲达多”号装备了两具鱼雷发射管，而其他三艘舰只都装备了三具鱼雷发射管。

## 舰只
| 舰名                     | 建造者               | 开建          | 下水           | 完工          |
| ------------------------ | -------------------- | ------------- | -------------- | ------------- |
| “玛利亚·皮亚皇后”号 （Regina Maria Pia） | 地中海鐵工及造船公司 | 1862年7月22日 | 1863年4月28日  | 1864年4月17日 |
| “圣马蒂诺”号 （）        | 地中海鐵工及造船公司 | 1862年7月22日 | 1863年9月21日  | 1864年11月9日 |
| “卡斯特尔菲达多”号 （）  | [ 9 ]                | 1862年7月22日 | 1863年8月1日   | 1864年5月     |
| “安科纳”号 （）          | 阿曼兄弟             | 1862年8月11日 | 1864年10月17日 | 1866年4月     |

## 服役历史
在意大利第三次独立战争期间，本舰级的所有四艘军舰都及时入役，参加了对奥地利海军的战斗。时任意大利舰队司令的佩尔萨诺采取了谨慎的战略，只进行了一次针对利萨岛的大规模进攻行动。随后，奥地利舰队在指挥官威廉·冯·特格特霍夫的率领下攻击意大利舰队。四艘玛利亚·皮亚皇后级铁甲舰都参加了之后的利萨海战。“玛利亚·皮亚皇后”号在战斗中被引燃并严重烧伤；奥地利舰队的炮弹在“圣马蒂诺”号和“安科纳”号上引发了小规模火灾，但都没有对舰体造成严重损坏；“安科纳”号仅有铁甲受到了轻微的损伤。
战后，意大利海军预算遭到大幅削减，导致在1870年9月意大利统一战争中，海军在调动其铁甲舰队进攻奇维塔韦基亚时遇到了极大的困难。相反的是，很多舰只被搁置起来，被征召来当船员的水手也被遣送回家。当意大利海军在19世纪70年代开始重建舰队时，“玛利亚·皮亚皇后”号重新开始服役，在主力舰队和意大利海外领地担任各种角色。这四艘舰只在19世纪80年代后期都接受了现代化改造，之后被用作训练船。1903到1904年间，“玛利亚·皮亚皇后”号、“安科纳”号和“圣马蒂诺”号被从海军序列中除籍，而“卡斯特尔菲达多”号作为一艘鱼雷训练船一直持续服役到1910年才被报废拆解。

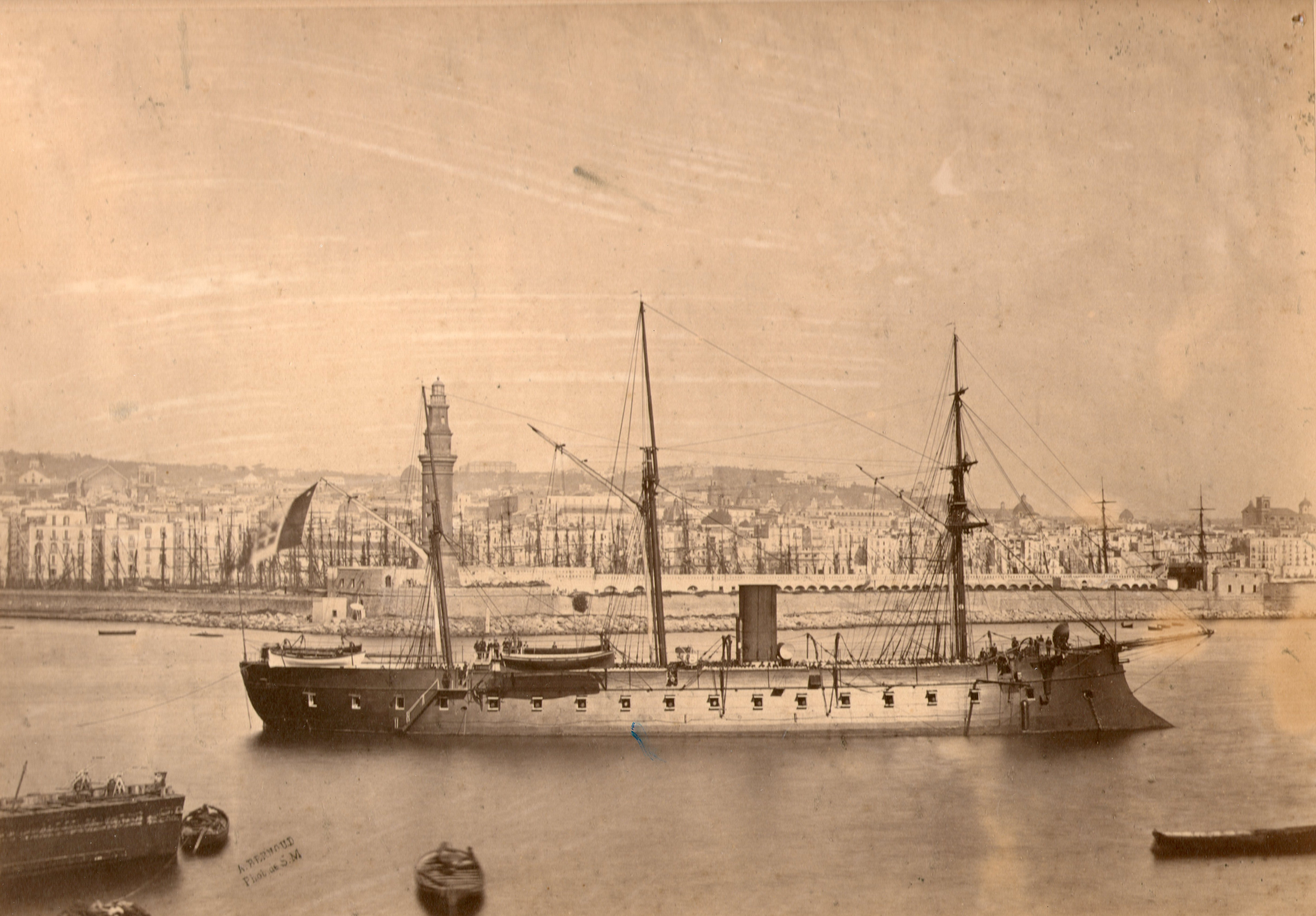
1866年底“卡斯特尔菲达多”号在那不勒斯

## 脚注

### 引文
1. ↑  全国科学技术名词审定委员会 (2019)，第68頁.
2. 1 2 3 4  张恩东 (2018)，第234頁.
3. ↑  西风 (2019)，第49頁.
4. ↑  陈悦 (2015)，第234頁.
5. ↑  李昊 (2020)，第15頁.
6. ↑  马幼垣 (2013)，第68頁.
7. ↑  毛红梅 (2020)，第598頁.
8. ↑  Fraccaroli (1979)，第335, 339頁.
9. 1 2 3 4 5 6 7 8 9 10 11 12 13 14 15 16 17 18 19  Fraccaroli (1979)，第339頁.
10. 1 2 3 4 5  Ordovini, Petronio & Sullivan (2014)，第342頁.
11. ↑  馮小川 (2022)，第540頁.
12. ↑  《英汉舰船科技词汇》编辑组 (1975)，第551頁.
13. ↑  李昊 (2019)，第110-111頁.
14. ↑  《英汉舰船科技词汇》编辑组 (1975)，第675頁.
15. ↑  中国科学院编译出版委员会名词室 (1963)，第234頁.
16. ↑  全国科学技术名词审定委员会 (2019)，第240頁.
17. ↑  王运 (1988)，第85頁.
18. ↑  《英汉舰船科技词汇》编辑组 (1975)，第304頁.
19. ↑  鄭觀 & 張孝達 (2010)，第37頁.
20. ↑  Greene & Massignani，第217–222頁.
21. ↑  朱鸿飞 (2016)，第58頁.
22. ↑  布鲁斯·泰勒 (2021)，第265頁.
23. ↑  Sondhaus (1994)，第1–2頁.
24. ↑  Wilson (1896)，第245頁.
25. ↑  Fraccaroli (1979)，第336頁.
26. ↑  Ordovini, Petronio & Sullivan (2014)，第343–344頁.

## 期刊来源
- Ordovini, Aldo F.; Petronio, Fulvio; Sullivan, David M. . Warship International. Vol. 51 no. 4. December 2014: 323–360. ISSN 0043-0374 （英语）.